# 自行車場

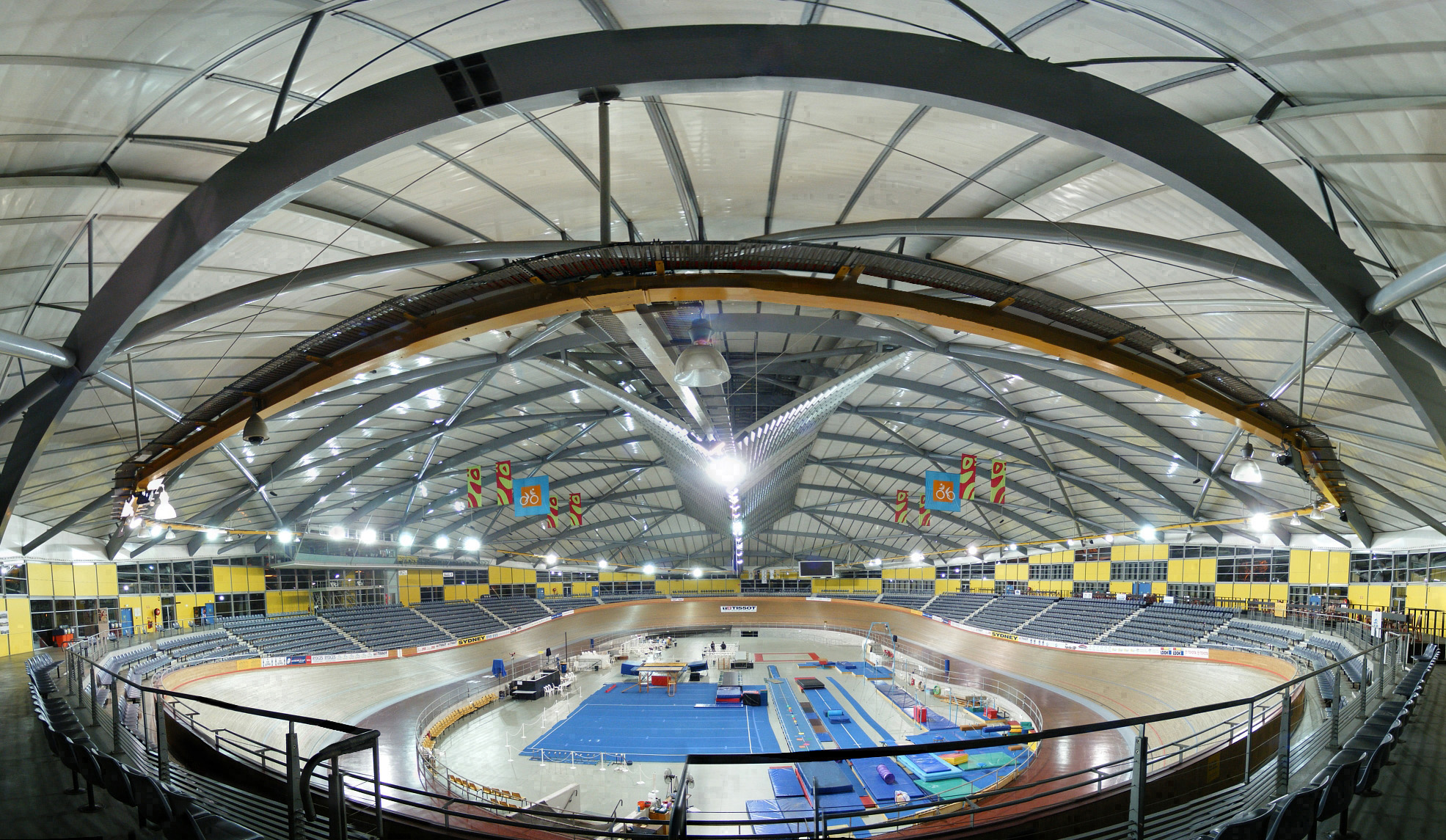
澳洲悉尼賓士鎮的Dunc Gray Velodrome

自行車場是場地自行車的場館。現代自行車場表演以陡峭的橢圓形車道為特徵，由兩條直線連接的兩個180度圓形彎道組成。直道過渡到通過一個溫和的循環緩解曲線。

## 另見
- 離心力

## 外部連結
- List of velodromes （页面存档备份，存于）
- Track Cycling （页面存档备份，存于）